# Microtropis fokienensis
Microtropis fokienensis är en benvedsväxtart som beskrevs av Dunn. Microtropis fokienensis ingår i släktet Microtropis och familjen Celastraceae. Inga underarter finns listade.